# Marx-Engels-Gesamtausgabe
L'édition Marx-Engels-Gesamtausgabe (MEGA) est la plus importante collection des travaux de Karl Marx et de Friedrich Engels publiée en langue originale (principalement en allemand). 
La MEGA première série a été initiée par David Riazanov, qui fut arrêté puis exécuté sous Staline. La seconde série, commencée en 1975, MEGA 2, contiendra quand elle sera achevée tous les écrits publiés par Marx et Engels durant leur vie, ainsi que de nombreux manuscrits et lettres non publiés.

## Histoire de la publication

### Contenu
L'édition MEGA contient les textes écrits par Marx de 1835 à sa mort en 1883, et ceux écrits par Engels entre 1838 et 1895, date de son décès. Les premiers volumes incluent les écrits de jeunesse, y compris la correspondance entre Marx et son père, ses poèmes, et des lettres d'Engels à sa sœur. Plusieurs volumes comportent eux les articles communs de Marx et Engels pour la Neue Rheinische Zeitung.
D'autres volumes de MEGA comportent eux les travaux les plus célèbres de Marx et Engels, comme le Manifeste du parti communiste, Le 18 Brumaire de Louis Bonaparte ou Le Capital, mais également des écrits moins célèbres, des textes non publiés auparavant ou des manuscrits non reproduits. MEGA compte 13 volumes de correspondance entre Marx et Engels à l'âge adulte, couvrant la période allant de 1844 à 1883.

### Futur
L'Internationale Marx-Engels-Stiftung (IMES), établie à Amsterdam en 1990, est un réseau international entre l'International Institute of Social History, la Berlin-Brandenburgische Akademie der Wissenschaften (BBAW), le Karl-Marx-Haus (KMH) de la Fondation Friedrich Ebert à Trèves, l'Archive d'État de Russie pour l'Histoire socio-politique (RGA) et l'Institut russe indépendant pour l'Étude des problèmes sociaux et nationaux (RNI), ces derniers se trouvant tous deux à Moscou. La tâche principale de l'IMES réside dans la poursuite de la publication de l'édition Marx-Engels-Gesamtausgabe (MEGA-2).
L'édition MEGA est la collection la plus complète des travaux de Marx et Engels publiée en allemand aujourd'hui. Le projet de publier les œuvres complètes des deux philosophes dans leur langue natale devrait ainsi demander plus de 120 volumes. La publication s'organise en quatre sections : ouvrages et articles (Werke, Artikel, Entwürfe), Le Capital (« Das Kapital » und Vorarbeiten), correspondance (Briefwechsel) et notes marginales (Exzerpte, Notizen, Marginalien). Seule la deuxième section est entièrement publiée. Les volumes futurs des troisièmes et quatrièmes sections sont seulement disponibles en numérique. En France, le projet de la GEME (Grande Édition de Marx et d'Engels) se propose de publier les œuvres complètes en français, en s'appuyant sur le texte de la MEGA.